# Heiðar Júlíusson
Heiðar Geir Júlíusson (16 agosto 1987) è un allenatore di calcio ed ex calciatore islandese, di ruolo centrocampista.

## Carriera

### Giocatore

#### Club
Júlíusson cominciò la carriera con la maglia del Fram Reykjavík, per poi passare agli svedesi dello Hammarby. Nel 2008, fece ritorno al Fram Reykjavík. Nel 2010, fu ingaggiato dall'Ängelholm, dove militò per tre stagioni.
Ritornò in Islanda nel 2013, per giocare al Fylkir. Sempre nello stesso anno, militò nelle file dell'Uddevalla. Nel 2014 passò al Þróttur. Il 24 marzo 2014, si aggregò ai norvegesi dello HamKam per sostenere un provino. Il 30 marzo, firmò ufficialmente un contratto con il club, arrivando in squadra con la formula del prestito.
Il 12 febbraio 2015 passò a titolo definitivo al Brage, a cui si legò con un contratto pluriennale. La parentesi al Brage durò un solo anno, nella stagione successiva infatti scese dalla terza alla quarta serie svedese con l'ingaggio da parte del Gauthiod.

#### Nazionale
Júlíusson rappresentò le Nazionali Under-17, Under-19 e Under-21 dell'Islanda.

### Allenatore
Il 17 febbraio 2022, Júlíusson è stato nominato allenatore del Kvik Halden, ricoprendo l'incarico ad interim a causa del congedo per malattia di Jørgen Strand.
Il 30 novembre 2022, il Kvik Halden ha reso noto che Júlíusson non sarebbe stato più l'allenatore della squadra. È diventato quindi il tecnico dell'Ørn-Horten.